# Banket
Banket (fra. banquet) je veliki objed ili gozba, koja uključuje sve oblike serviranja hrane: predjela, glavnog jela i deserta. Banket najčešće nema svrhu samog objeda, već okupljanja, ceremonija, proslava, često popraćen s govorima u čast određenog pojedinca.

## Povijest banketa
Banketi su u povijesti zabilježeni već tisućama godina. Grčki povjesničari često spominju perzijske bankete koje su održavali satrapi iz Male Azije, a ta praksa se ubrzo proširila i diljem drevne Grčke gdje su poznate gozbe "simpoziji" (grčki: συμπόσιον – "gozba") na kojima se raspravljalo o politici, književnosti ili filozofiji. U srednjem vijeku brojni europski kraljevi održavali su bankete na kojima su proslavljali rođendane ili blagdane. Uspješnim banketom podrazumijevala se proslava na kojoj bi bili sklopljeni razni dogovori ili obostrane usluge.

## Vrste banketa
Banketa ima raznih vrsta: politički, športski, konferencijski, poslovni, obiteljski, akademski, itd. Na njima se dodjeljuju diplome, medalje, odličja ili razna druga priznanja. Jedan od primjera modernih banketa je luau, havajska gozba. U nekim dijelovima Kine kao što je autonomna regija Unutarnja Mongolija na bankete se plaća poseban porez.

## Banketni stol
Banketni se stol koristi u dvoranama za bankete i druge svečane prijame. Širi je i duži od restoraskog stola jer se s njega slaže više posuđa, pribora i čaša zbog svečanijeg menija i bogatije se ukrašava. Obično je sklopiv zbog lakšeg prenošenja iz jedne prostorije u drugu

## Vanjske poveznice
- Banket (TheFreeDictionary.com)